# Francesco Galli da Bibbiena
Francesco Galli, numit Francesco da Bibiena, sau da Bibbiena (n. 12 decembrie 1659, Bononia, Statele Papale – d. 20 ianuarie 1739, Bononia, Statele Papale) a fost un pictor italian, membru al familiei teatrale Galli da Bibiena și fratele mai mic al lui Ferdinando Galli⁠(d).

## Viața și opera
S-a născut la Bologna. A studiat mai întâi cu Lorenzo Pasinelli⁠(d); dar ulterior a fost instruit la școala lui Carlo Cignani⁠(d). Cunoștințele sale despre arhitectură și despre perspectivă erau considerabile; dar a excelat domeniul figurilor. Francesco a lucrat la Piacenza, Parma și Roma, apoi a devenit arhitect ducal la Mantova. După o ședere la Genova și Napoli a fost chemat la Viena, unde a construit un mare teatru. A lucrat succesiv pentru împărații Leopold I și Iosif I și a fost invitat la Madrid de Filip al V-lea, care l-a numit principalul său arhitect.
Francesco a fost cunoscut pentru realizările sale teatrale în domeniul scenografiei. A fost primul membru al familiei Bibiena care a construit teatre și a proiectat decoruri. În 1700 a renovat complet teatrul din Hofburg, Viena, pentru împăratul Leopold I. Teatrul mare era cunoscut sub numele de Große Komödiensaal („Sala Mare a Comediilor”), care mai târziu a devenit Teatrul Curții (Burgtheater). Cu toate acestea, Opera a ars în 1747. Arhitectura Hoftheater a influențat foarte mult designul teatrelor din Germania și Austria în prima jumătate a secolului al XVIII-lea.
După o scurtă ședere în Italia și în Lorena, a fost invitat de împăratul Iosif I, înapoi la Hofburg, să lucreze ca „Primul inginer teatral” și ca pictor/decorator din 1709 până în 1712. A fost, de asemenea, arhitectul marelui teatru din Nancy, Franța; al Teatrului Filarmonico din Verona, pe care unii l-au numit cel mai bun teatru din Italia și al Teatrului Alibert din Roma. În 1726, Francesco s-a întors la Bologna, unde a condus Academia Clementină.
Deși tatăl său, Giovanni Galli da Bibiena⁠(d), a avut o carieră remarcabilă, Francesco și fratele său mai mare, Ferdinando⁠(d), au fost cei care au stabilit reputația artistică și averea familiei.